# 1816 a tudományban
Az 1816. év a tudományban és a technikában.

## Események
- René Laennec (René-Théophile-Hyacinthe Laennec) francia orvos feltalálja a sztetoszkópot

## Születések
- április 9. – Charles-Eugène Delaunay francia matematikus és csillagász († 1872)
- június 21 – Anders Sandøe Ørsted dán botanikus († 1872)
- szeptember 7. – Ferdinand von Hebra osztrák orvos, bőrgyógyász († 1880)
- szeptember 11. – Carl Zeiss német finommechanikai és optikai műszerész, vállalkozó, a Carl Zeiss AG. alapítója († 1888)
- december 13. – Ernst Werner von Siemens német feltaláló és gyáralapító. Tiszteletére nevezték el siemens-nek az elektromos vezetőképesség SI-egységét († 1892)

## Halálozások
- december 16. – Benkő Ferenc mineralógus, az első magyar nyelvű ásványtan írója, az első magyarországi ásványtani múzeum felállítója (* 1745)